# 7-Дигидрохолестерин
7-Дигидрохолестерин, 7-дигидрохолестерол, 7-дегидрохолестерин (7-DHC) — природное химическое соединение группы зоостеринов, в животном организме присутствует в плазме крови, служит прекурсором холестерина. В фотохимической цепи реакций через превитамин D3 превращается в коже в витамин D3, то есть является провитамином D3.
Содержится в коже человека, в молоке некоторых млекопитающих, в ланолине. В некоторых видах насекомых служит прекурсором образования гормона экдизона, отвечающего за линьку и метаморфозы.
Открыт и изучен Адольфом Виндаусом в комплексе работ по изучению витамина D. В 1928 году за эти работы ему была присуждена Нобелевская премия по химии.

## Биосинтез
Синтезируется из латостерина ферментом латостеролоксидазой (латостерол-5-десатураза). Это предпоследний этап биосинтеза холестерина. Нарушение синтеза приводит к наследственному заболеванию человека латостеролезу, напоминающему синдром Смита-Лемли-Опитца. Мыши, у которых этот ген был удален, теряют способность увеличивать уровень витамина D3 в крови после воздействия ультрафиолета на кожу.

## Местоположение
Кожа состоит из двух основных слоев: внутреннего слоя, дермы, состоящего в основном из соединительной ткани, и внешнего, более тонкого эпидермиса. Толщина эпидермиса колеблется от 0,08 мм до более 0,6 мм (от 0,003 до 0,024 дюйма). Эпидермис состоит из пяти слоев; от наружного к внутреннему это роговой слой, блестящий слой, зернистый слой, шиповатый слой и базальный слой. Самые высокие концентрации 7-дегидрохолестерина обнаруживаются в эпидермальном слое кожи, особенно в базальном и шиповатом слое. Таким образом, производство превитамина D3 является наибольшим в этих двух слоях.

## Влияние УФ излучения
Синтез превитамина D3 в коже включает УФ-излучение типа В (UVB), которое эффективно проникает только в эпидермальные слои кожи. 7-Дегидрохолестерин наиболее эффективно поглощает ультрафиолетовый свет на длинах волн от 295 до 300 нм, и, таким образом, выработка витамина D3 будет происходить в основном на этих длинах волн. Двумя наиболее важными факторами, которые управляют выработкой превитамина D3, являются количество (интенсивность) и качество (соответствующая длина волны) UVB-излучения, достигающего 7-дегидрохолестерина глубоко в базальном и шиповатом слое. Для производства излучения можно использовать светоизлучающие диоды (LED). Light-emitting diodes (LEDs) can be used to produce the radiation.
Еще одним важным фактором является количество 7-дегидрохолестерина, присутствующего в коже. В нормальных условиях достаточное количество 7-дегидрохолестерина (около 25–50 мкг/см2 кожи) доступно в шиповатом и базальном слое кожи человека для удовлетворения потребностей организма в витамине D. Недостаточность 7-DHC была предложена в качестве альтернативной причины дефицита витамина D.